# Standard ML
Standard ML (SML) é uma linguagem de programação funcional  de propósito geral modular com verificação e inferência de tipos em tempo de compilação. É popular entre pesquisadores de linguagem de programação e compiladores.
SML é uma descendente moderno da linguagem ML utilizada em lógica de funções computáveis (LCF). Distingue-se das outras linguagens utilizadas atualmente devido sua característica funcional e devido sua especificação formal, dado como escrever regras e semântica operacional na definição da Standard ML.

## Linguagem
Standard ML é uma linguagem de programação funcional com algumas características impuras. Softwares escritos em SML consistem de expressões a serem avaliadas, ao contrário de declarações ou comandos, apesar de algumas expressões de retorno de uma unidade de "trivial" valor e apenas são avaliados por seus efeitos colaterais.
Como toda linguagem de programação funcional, uma característica fundamental do SML é função, que é usada para a captação. Por exemplo, a função fatorial pode ser expresso como:
```
fun
 
factorial
 
n
 
=
 
  
if
 
n
 
=
 
0
 
then
 
1
 
else
 
n
 
*
 
factorial
 
(
n
 
-
 
1
)

```

Um compilador SML é requirido para inferir o tipo estático  int -> int  desta função fornecida pelo usuário, sem anotação de tipo. Ou seja, tem a deduzir que n"" só é usado com expressões inteiro, e deve, portanto, por si só, um número inteiro, e que todas expressões produzem expressões com funções retornando inteiros.
A mesma função pode ser expressa com as definições em que as condicionaisif-then-else são substituídas por uma seqüência de "templates" da função fatorial avaliados para valores específicos, separados por "|", que são avaliados um por um na ordem escrita até que seja encontrada uma correspondência:
```
fun
 
factorial
 
0
 
=
 
1

  
|
 
factorial
 
n
 
=
 
n
 
*
 
factorial
 
(
n
 
-
 
1
)

```

Isto pode ser reescrito usando uma instrução, num caso similar como este:
```
val
 
rec
 
factorial
 
=

  
fn
 
n
 
=>
 
case
 
n
 
of
 
0
 
=>
 
1

   
|
 
n
 
=>
 
n
 
*
 
factorial
 
(
n
 
-
 
1
)

```

ou como uma função lambda:
```
val
 
rec
 
factorial
 
=
 
fn
 
0
 
=>
 
1
 
|
 
n
 
=>
 
n
 
*
 
factorial
(
n
 
-
 
1
)

```

Aqui, a palavra-chave val introduz uma ligação de um identificador para um valor, fn apresenta a definição de uma função função anônima, e case introduz uma seqüência de padrões e expressões correspondentes.
Usando uma função local, esta função pode ser reescrita de forma mais eficiente de estilo tail recursive.
```
fun
 
factorial
 
n
 
=
 
let

  
fun
 
lp
 
(
0
,
 
acc
)
 
=
 
acc

    
|
 
lp
 
(
m
,
 
acc
)
 
=
 
lp
 
(
m
 
-
 
1
,
 
m
 
*
 
acc
)

  
in

    
lp
 
(
n
,
 
1
)

  
end

```

(O valor de uma expressão let é o da expressão entre in e end.) O encapsulamento de uma invariante preservando cauda-do-loop apertado recursivamente com um ou mais parâmetros acumuladores dentro de uma função externa invariável-livre, como pode ser visto aqui, é uma expressão comum em SML, e aparece com grande frequência no código SML.

### Tipos sinônimos
O tipo sinônimo é definido com a palavra reservada type. Aqui é um tipo sinônimo para pontos no plano, e as funções de computação das distâncias entre dois pontos e a área de um triângulo com cantos dada pela fórmula de Heron.
```
type
 
loc
 
=
 
real
 
*
 
real

fun
 
dist
 
((
x0
,
 
y0
),
 
(
x1
,
 
y1
))
 
=
 
let

  
val
 
dx
 
=
 
x1
 
-
 
x0

  
val
 
dy
 
=
 
y1
 
-
 
y0

  
in

    
Math
.
sqrt
 
(
dx
 
*
 
dx
 
+
 
dy
 
*
 
dy
)

  
end

fun
 
heron
 
(
a
,
 
b
,
 
c
)
 
=
 
let

  
val
 
ab
 
=
 
dist
 
(
a
,
 
b
)

  
val
 
bc
 
=
 
dist
 
(
b
,
 
c
)

  
val
 
ac
 
=
 
dist
 
(
a
,
 
c
)

  
val
 
perim
 
=
 
ab
 
+
 
bc
 
+
 
ac

  
val
 
s
 
=
 
perim
 
/
 
2.0

  
in

    
Math
.
sqrt
 
(
s
 
*
 
(
s
 
-
 
ab
)
 
*
 
(
s
 
-
 
bc
)
 
*
 
(
s
 
-
 
ac
))

  
end

```

## Implementações
Existem muitas implementações SML, incluindo:
- MLton é uma implementação com um compilador que produz código muito rápido comparado a outras implementações ML.

- Standard ML of New Jersey (abreviado SML/NJ) é um compilador completo, com bibliotecas associadas, ferramentas, shell interativo e documentação.

- Moscow ML é uma implementação de peso, baseado no  CAML Light runtime engine. Esta implementa a linguagem SML completa. Incluindo módulos SML e muitas bibliotecas SML básicas.
- Poly/ML é uma implementação completa do SML que produz um código muito rápido e que suporte hardware multicore (via Pthreads)
- TILT é um compilador para certificação completa do SML. Ele é usado digitando línguas intermediárias para otimizar o código e assegurar a regularidade, e pode compilar para linguagem Assembly.
- HaMLet é um interpretador SML que pretende ser uma implementação de referência precisa e acessível do padrão SML.
- ML Kit implementações que comporta um garbage collector (que pode ser desativado) visando aplicações de tempo real.
- SML.NET permite compilação para o Microsoft CLR e tem extensões para linkagem com outro código .NET.